# Bedřich Macenauer
Bedřich Macenauer (8. dubna 1929 Praha – 15. listopadu 2013 Plzeň) byl český dirigent a sbormistr.

## Osobní život
V dětství se rodina přestěhovala do Plzně, kde tatínek spoluvlastnil velkoobchod. V letech 1940–1948 studoval na gymnáziu v Plzni. Jeho sestra Emma Srncová je výtvarnice.

## Profesní život
Vystudoval pražskou AMU a po studiích 1956 nastoupil jako sbormistr v Českých Budějovicích. Takřka 40 let působil jako dirigent a sbormistr opery Divadla Josefa Kajetána Tyla v Plzni (1957–1996). Nastudoval celkem 176 operních inscenací, řadu z nich také dirigoval.